# Librantowa
Librantowa ist eine Ortschaft mit einem Schulzenamt der Gemeinde Chełmiec im Powiat Nowosądecki der Woiwodschaft Kleinpolen, Polen.

## Geographie
Der Ort liegt in den westlichen Niederen Beskiden.
Das Dorf hat eine Fläche von 664,5.
Die Nachbarorte sind Naściszowa und Klimkówka im Westen, Słowikowa im Norden, Siedlce im Nordosten, Łęka im Osten, Januszowa und Boguszowa im Süden.

Das Dorf in der Gemeinde

## Geschichte
Im Jahre 1299 erhielt Jan Bogacz von den Klarissen in Stary Sącz 100 Fränkische Lahnen zwischen Zabełcze, Siedlce und Mogilno. In diesem Gebiet entstanden später Boguszowa, Januszowa, Librantowa, Kwieciszowa (jetzt innerhalb der Stadt Nowy Sącz) und Wolfowa/Olchówka (jetzt ein Weiler von Librantowa/Boguszowa). Diese Dörfer wurden geschichtlich eng verbunden. Sie wurden im Jahre 1315 von Jan Bogacz für die Stadt Nowy Sącz gespendet. Zwischen den Jahren 1381 und 1384 gehörten sie Zydel Lang (Longus Seydel), später ein reicher Bürger in Krakau. Bis 1412 änderten sich die Besitzer dieses Vermögens mehrmals. Seit diesem Jahr bis zu den Teilungen Polens gehörten diese fünf Dörfer zu den Prämonstratensern in Nowy Sącz.
Als erste Siedlung an dieser Stelle wurde Poramba Elbrandi in den Jahren 1347 und 1350 erwähnt. Librantowa wurde am 4. März 1389 als Hildbrantowa erstmals urkundlich erwähnt. Später wurde es auch als Hildbrantowa (1394), Helbranthowa (1400), Ilbramtowa (1410), Lybranthow (1412), Lybrantowa, Librantowa, Hilb(rantowa) (1448), Illbramt(h)owa(1470–1480), Lybranthowa/Lubranthowa (1529), Librantowa (1581) erwähnt. Der ursprüngliche Name ist deutschstämmig abgeleitet vom Vornamen des Urbesitzers Hildebrand.
Nach der Ersten Teilung Polens kam Librantowa zum neuen Königreich Galizien und Lodomerien des habsburgischen Kaiserreichs (ab 1804).
Im Jahr 1900 hatte das Dorf in 95 Häusern 623 Einwohner, davon 622 polnischsprachig, 1 deutschsprachig, 602 römisch-katholisch, 21 Juden.
1918, nach dem Ende des Ersten Weltkriegs und dem Zusammenbruch der k.u.k. Monarchie, kam Librantowa zu Polen. Unterbrochen wurde dies durch die Besetzung Polens durch die Wehrmacht im Zweiten Weltkrieg, während der es zum Generalgouvernement gehörte.
Von 1975 bis 1998 gehörte Librantowa zur Woiwodschaft Nowy Sącz.

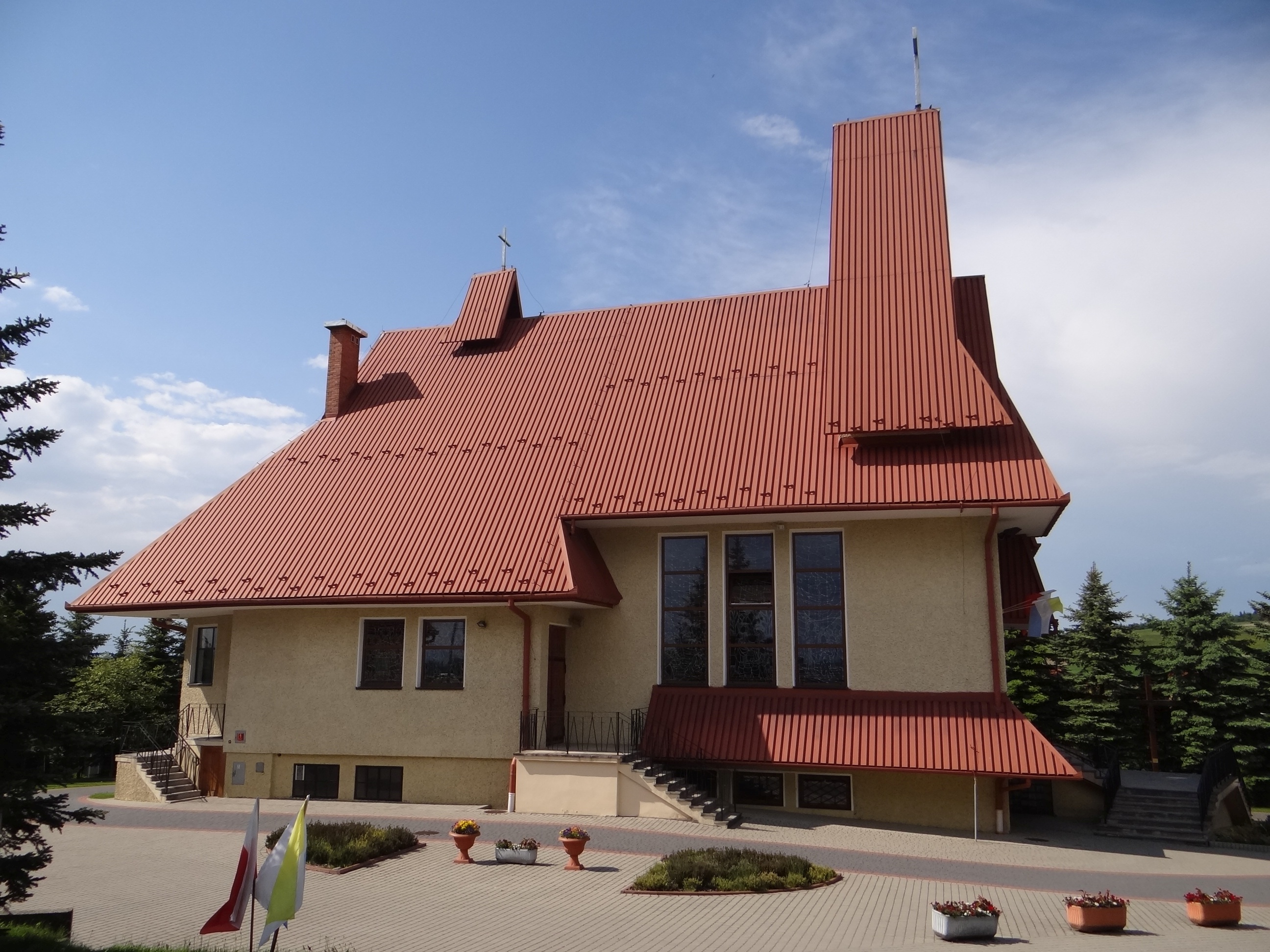
Neue Kirche
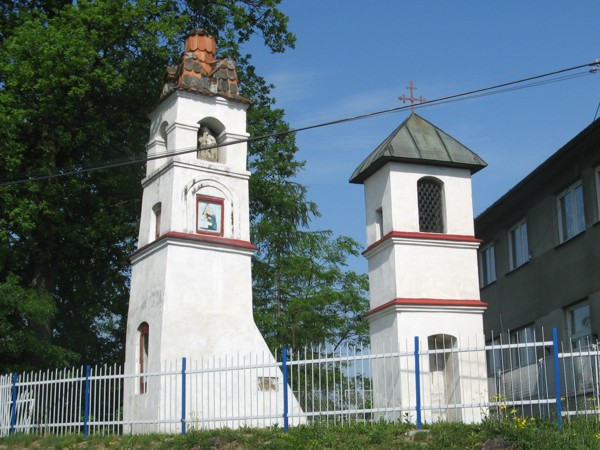
Kapelle und Glockenturm